# Карађорђева улица (Београд)
| Улица Карађорђева                           | Улица Карађорђева                                                  |
| ------------------------------------------- | ------------------------------------------------------------------ |
|                                             |                                                                    |
| Општина                                     | Градска општина Стари град (Београд), Градска општина Савски венац |
| Почетак                                     | Париска 1 (подножје Калемегданске тврђаве)                         |
| Крај                                        | Железничка станица Београд                                         |
| Дужина                                      | 1300 m                                                             |
| Названа                                     | 1904.                                                              |
| Стари називи                                | Савска                                                             |
|                                             |                                                                    |
|                                             |                                                                    |
| Део улице од Бранковог моста ка Калемегдану |                                                                    |

Карађорђева улица је једна од најстаријих улица у Београду. Настала је истовремено када је створено и насеље на Калемегдану. Протеже се уз савску обалу, од Париске бр.1 у подножју Калемегданске тврђаве, поред обале Саве и Савског пристаништа, испод Бранковог моста, до зграде старе Главне железничке станице у Београду на Савском тргу.
Сачувани архитектонски објекти чине је значајним културним наслеђем града, не само због архитектонских вредности и многобројности објеката већ и због историје места на коме се налази. Замишљена је и грађена као елитни део града у коме је отворено прво осигуравајуће друштво у Београду и одиграна прва позоришна представа. Ова улица такође чува и успомену на Карађорђа и његове устанике, који су управо овим путем ушли у Београд и освојили га, али и на учитеља Миладина, који је спасио Савски мост од рушења приликом ослобађања Београда 1944. године.

## Име улице
Карађорђева улица име је добила у част Карађорђа и Првог српског устанка. Наиме, Овим путем су устаници, предвођени Карађорђем, 1806. године освојили Београд. Улица данашње име носи од 1904. године. До тада се, од 1896. највећим делом звала Савска. Пре 1896. није имала јединствено име, већ ју је чинило неколико улица посебног имена:
- Богојављанска доња - од Калемегдана до Великих степеница (1872-1896)
- Савска - од Великих степеница до Црногорске (1872-1896)
- Мајданска - од Црногорске до Краљевића Марка (1872-1896)
- Моравска - од Краљевића Марка до Савског трга (1896-1904)

## Историја
Карађорђева улица настала је истовремено када је створено и насеље на Калемегдану. Архитектонска енциклопедија Београда XIX и XX века I, Београд: Београдска књига, стр. 206). На плановима града из доба владавине принца Еугена Савојског види се друм који прати реку Саву и повезује данашњи Калемегдан Горњи град са Савским пристаништем.

### Од 1830.
Део града на Савској падини, од Саборне цркве ка Савамали, некада се називао Варош-капија по једној од четири капије кроз које се, у време турске владавине, улазило у београдску варош. Овај део вароши био је настањен чисто српским становништвом, док су на Дорћолу били измешани Срби, Турци, Цинцари и Јевреји. Зато је јавни живот Срба био сабран управо на Варош-капији, па се ту налазило и српско гробље, које се простирало све до Зеленог венца. Гробље је 1828. године премештено са Варош-капије на Ташмајдан и град се померио према реци Сави. По успостављању аутономије Кнежевине Србије (Хатишерифом из 1830. године) кнез Милош је, како би предупредио могуће немире, одлучио да на савској падини оснује српско насеље, чиме је управо на овом терену успоставио основу новог града, са објектима у које су смештене све институције нове државе. Године 1834. кнез Милош је наредио рушење постојећих кућа и исељавање житеља на Палилу, када је извршена и прва урбанизација Савамале. Након наредбе кнеза Милоша да се овде настане трговци овај део града постаје главна трговачка четврт Београда, а некада мало и запостављено пристаниште на Сави главна капија за трговину са Европом.

### Почетак урбанизације
Увођење пароброда 1834. године омогућило је развој трговине на Малом пијацу, док су изградња пруге и зграде Железничке станице 1884. године допринели порасту значаја Београда као стратешке везе између Европе и Средњег истока. Савска лука је условила изградњу ђумрукане (царинарнице).  Ова зграда била је коришћена за потребе управе царине, затим аустријског конзулата, да би 1841. у њој била одржана и прва позоришна представа у Београду. На Малом пијацу трговац Ћира Христић финансирао је израду и постављање крста од црвеног мермера како би "када сиђу са брода, одмах увидели да су у хришћанској земљи". Крст је, приликом изградње зграде Београдске задруге и измештања Малог пијаца, премештен у парк код хотела „Бристол“, где се и данас налази. Крст је установљен за споменик културе и непокретно културно добро.
Карађорђева улица је један од најбољих показатеља економског и културног успона тадашњег Београда и нове државе у целини. Успостављањем нове власти у овој улици почињу да се зидају и нове грађевине. Углавном су то једноспратне, породичне куће двојне намене, са пословним простором у приземљу и простором за становање на спрату, углавном грађене бондручним системом.

### Средина 19. века
Средином 19. века за градњу почињу да се користе чврсти материјали, а за украшавање фасада елементи класичних стилова. Иако је Карађорђева улица била трговачки центар, а улица Краља Петра административни, комуникација између ове две улице није била решена. Годинама су се Београђани од пристаништа до тадашњег центра вароши пели блатњавим стазама. Проблем је решио кнез Михаило 1860. године. Пратећи сестру Перку Бајић до пристаништа схватио је овај велики проблем грађана и о свом трошку наручио камене степенице и нову калдрму до Саве.

### Крај 19. века
Иако само делимично уређена и неуједначених архитектонских вредности, у последњој деценији 19. века Карађорђева постаје права трговачка улица, пуна дућана и магаза, са Малим пијацом која је добила карактер трга. Преовладава академизам складних архитектонских облика и скромне декорације са елементима неоренесансе и необарока. Револуционарни напредак представља и увођење трамваја, 1892. године. Од када постоји трамвај у Београду, у почетку на коњску вучу, део култне линије број 2 пролази кроз ову улицу. Само две године касније уведена је електрична трамвајска мрежа, чиме Београд постаје један од првих европских градова са електричним трамвајским саобраћајем.

### Почетак 20. века
Почетком 20. века улица је регулисана. Године 1899, рушењем Паранасовог хана који ју је код Малог пијаца делио на два дела , постигнут је континуирани ток саобраћаја. У Карађорђевој се отварају пословнице банака, а ту се налази и хладно и топло купатило. О популарности овог простора говори и цена квадрата, који је тада у Карађорђевој био пет пута скупљи него у Кнез Михаиловој улици.
Период од почетка века до Првог светског рата карактерише подизање објеката јавне намене, који су Савамалу учинили најрепрезентативнијим и најпрестижнијим делом тадашњег Београда. Иако је академизам још увек доминантан, при декорацији се користе и елементи сецесије.

### Међуратни период
Период између два светска рата донео је експанзију градње у целом Београду, па тако и у Карађорђевој улици. Иако још увек грађене у духу академизма, фасаде садрже елементе сецесије, националног стила или најављују предстојећи модернизам, који већ од 30-их година почиње да доминира.
Тридесетих година 20. века улица добија зелено острво по средини, чиме добија булеварски карактер, а Светониколски трг (некад Мали пијац) уређен је као парк.
На углу са Црногорском се налазила зграда у којој се 1930-тих догодила "позната трагедија" породице Неранџића, Комесаријат паробродске полиције и фабрика боја и лакова "Мостер" која је изгорела у великом пожару 1939.
Последњег ратног лета, 1944, неформално купалиште испод улице је било доста посећено, јер су се у близини налазила многа склоништа у случају бомбардовања.

### Савремено доба
У периоду после Другог светског рата Карађорђева улица постаје транзитна улица за теретни саобраћај, чиме је њен изглед и значај потпуно девастиран.
Почетком 21. века Карађорђева улица почиње да добија нове садржаје – културне, угоститељске и туристичке, тако да се и њена намена мења. Године 2017. најављена је потпуна реконструкција Карађорђеве улице. Реконструкција је почела новембра 2018. Реконструкција је завршена крајем августа 2019. Радови на тротоару завршени су крајем јануара 2020.

## Карађорђевом улицом
Најстарији и највреднији објекти у Карађорђевој улици су:
- кућа породице Жујовић из 1828. године, девастирана 90-их година 20. века (Карађорђева 27)[25]
- кућа Јакова Јакшића, подигнута 1832. године[8]
- кућа браће Марковић из 1852. године[8]
- кућа Катарине Јовановић (Карађорђева 7)[26]
- кућа Љубомира Крсмановића из 1894. (Карађорђева 59)[27]
- зграда Београдске задруге из 1907. године (Карађорђева 48)
- Хотел „Бристолˮ из 1912. године (Карађорђева 50)
- Вучина кућа из 1908. године (Карађорђева 61-61а)
- зграда парних млинова браће Поповић[8]
- зграда задужбине Луке Ћеловића из 1930. (Карађорђева 65)[28]
- пилони моста Краља Александра I из 1934. године (данас Бранков мост)
- зграда трговца Димитрија Бирташевића[8]
- зграда трговца Алексе Поп Митића[8]
- Ђумрукана (срушена у бомбардовању Београда 1944. године)[29]
- Парк Бристол
- Крст са Малог пијаца

## Суседне улице
- Париска
- Велике степенице
- Мале степенице
- Црногорска
- Светозара Радића
- Травничка
- Краљевића Марка
- Херцеговачка
- Хаџи Николе Живковића
- Коче Поповића
- Каменичка
- Земунски пут (прикључак на Савски мост)
- Личка
- Михајла Богићевића
- Савски трг